# Mudrost (budizam)
U budizmu, mudrost (sanskrit: prajñā, pali: paññā) je ključni činilac oslobođenja uma. Tek uvidom, znanjem, mudrošću u stanju smo da potpuno iskorenimo nečistoće u umu i zaustavimo svaku dalju patnju uzrokovane neznanjem.
Pošto sve nečistoće nastaju iz neznanja, um se čisti razvojem mudrosti. Međutim, mudrost nastaje samo u pročišćenom umu, pa prvo moramo stvoriti mesta za nju. Oslobađanje od predrasuda i unapred formiranih ideja, razvijanje svesnosti, kao i um koji nije pretrpan, već smiren, pomaže u razvoju mudrosti.
Mudrost se ponekad određuje kao sposobnost donošenja razboritih odluka i izvlačenja tačnih zaključaka, zasnovanih na iskustvu i znanju.

## Etimologija
Prađna ili pana (sanskrit: prajñā, pali: paññā; iz sskt korena đna - zna) je pojam indijske filozofije koji znači "pra znanje", mudrost, odnosno spoznaju u dubljem smislu, spoznaju osnovnih činjenica sveta. U tom smislu je u nju uključeno i obično znanje (đnana), kojoj može biti i sinonim.

## Budino učenje

### Svojstva mudrosti
Buda raznim poređenjima pokušava da dočara šta podrazumeva pod mudrošću. Tako njen značaj prevazilazi čak i značaj koji za nas ima Sunce:
Postoje četiri vrste svetlosti. Svetlost Meseca, svetlost Sunca, svetlost vatre i svetlost mudrosti. Od te četiri vrste svetlosti, najbolja je svetlost mudrosti.— Buda
Мudrost mora imati analitički kvalitet, koji Buda poredi sa oštricom noža: kao što nož odvaja kožu od mesa, tako i mudrost treba da odvaja dobro od lošeg, korisno od štetnog.
Mudar čovek zna način da razluči dobro od lošeg u vezi i sa unutrašnjim i sa spoljašnjim svetom.
Karakteristika mudraca je i uviđanje istine, što je isključivo plod individualnog napora:
Ako neki čovjek tvrdi: ‘To je moje uvjerenje', a izjava mu je dosljedna istini, iz toga još ne slijedi jednostran zaključak samo je ovo istina, a sve je ostalo zabluda', jer istinu uviđaju samo mudraci, i to svaki pojedinačno, sam za sebe.
Nasuprot mudracu, Buda stavlja neznalicu, koji je pun strahova: 
Koji god strahovi da nastanu, svi oni nastaju u neznalici, ne u mudrom čoveku.
Prema Budinim rečima, naspram gubitka mudrosti, svaki gubitak neznatan: 
Gubitak srodnika jeste neznatan gubitak. Od svih gubitaka, najveći je gubitak mudrosti.

### Razvoj mudrosti
Poput ostalih veština, mudrost se razvija postupno, upornim radom:
Postepeno, malo po malo, povremeno, kao što kovač pročišćava srebro, tako i mudrac treba odstraniti mane iz samoga sebe.
Buda navodi četiri stvari koje vode razvoju mudrosti:
Četiri stvari vode ka rastu mudrosti. Druženje sa čestitim ljudima, slušanje o darmi, pomno razmatranje stvari i postupanje u skladu sa darmom.
Na drugom mestu, Buda navodi osam uslova za razvoj mudrosti. Prvi čine iskusan učitelj i učenik koji ima osećaj poštovanja prema učitelju, ali i prema sebi. Drugi predstavlja znatiželja učenikova, želja za učenjem i otvorenost uma. Treći čini život u osami, telom i umom. Četvrti uslov je vrlina kao osnov mudrosti: bez moralnog življenja sticanje mudrosti je nemoguće.
Mudrost se pročišćuje vrlinom, a vrlina se pročišćuje mudrošću. Gde postoji jedno, tu je i drugo. Čestita osoba poseduje mudrost, a mudra osoba poseduje čestitost. Ovakva kombinacija vrline i mudrosti naziva se najvišom stvari na svetu.— Buda
Stoga, za mudrog čoveka je potrebno da izbegava razvrat:
Mudar čovek treba da izbegava razvrat kao što bi izbegavao i da upadne u rupu punu užarenog uglja. Ako nije u stanju da održava celibat, ne bi barem trebalo da odlazi tuđoj ženi.
Peti uslov za razvoj mudrosti je dobro poznavanje učenja, stečeno podukom i sopstvenim istraživanjem. Šesti uslov čini pretakanje naučenog u iskustvo kroz primenu i meditaciju, a sedmi potpuno odustajanje od bavljenja nevažnim stvarima i koncentrisanje na sâmo učenje. Poslednji uslov je praksa kojom se direktno stiče uvid u prirodu stvari.

## Budističke teorije

### Shvatanje Seng-Čaoa
U ogledu pod naslovom „O mudrosti, koja nije znanje“, Seng-čao opisuje prađnu kao mudračko znanje, ali veli da to nije pravo znanje. Jer spoznaja jedne stvari sastoji se u odabiranju jednog svojstva te stvari i uzimanju tog svojstva za predmet spoznaje. Međutim, mudračka spoznaja se sastoji u spoznaji onog što se zove nebiće (wu), a to „prevazilazi oblike i odlike“ i nema svojstava, te nikad ne može biti predmet spoznaje. Spoznati nebiće znači biti s njime sjedinjen. Ovo stanje poistovećenosti sa nebićem zove se nirvana. Nirvana i prađna dva su vida jednog istog stanja stvari. Kao što nirvana nije nešto što valja spoznati, tako je mudrost spoznaja koja nije spoznaja (Chao Lun, gl. 3).

### Tri vrste mudrosti
U komentarima Pali kanona se ističu tri vrste mudrosti. Prva nastaje na osnovu slušanja mudrih (sutta-maya paññā). U Budino vreme nema knjiga, a zapisivanje učenja se smatra degradacijom, tako da se mišljenje prenosilo usmeno. Potom treba da razmisli o tome što je čuo, da analizira i proceni kakve implikacije ima po njegov život. Time se formira druga vrsta mudrosti, rođena iz dubokog promišljanja (ćinta-maya paññā). To je začetak ispravnog gledišta, i na toj tački počinjemo da razvijamo i druge vrline plemenitog osmostrukog puta. Na kraju, kada dovoljno ojačaju, te vrline će uticati na negovanje uma, što kao rezultat donosi mudrost na osnovu iskustva (bhavana-maya paññā). To je prodorna mudrost ili uvid koji donosi probuđenje.

## Literatura
- Ju-Lan, Fung (1977). Istorija kineske filozofije. Beograd: NOLIT.
- Iveković, Rada (1977). Rana budistička misao. Sarajevo: IP Veselin Masleša.
- Kovačević, Branislav (2014). Ovako sam čuo: Budino učenje na osnovu izvora u Pali kanonu. Novi Sad–Beograd.

## Spoljašnje veze
- Bhikkhu Bodhi, Razvijanje mudrosti